# Austevoll
Austevoll è un comune norvegese della contea di Vestland.